# Déborah Lassource
Déborah Lassource, née le 29 septembre 1999 à Gonesse, est une joueuse de handball française évoluant au poste de demi-centre et d'arrière gauche à Paris 92. Elle y est capitaine.
Elle est la sœur cadette de Coralie Lassource avec laquelle elle est championne du monde 2023. Elles évoluent ensemble à Issy Paris de 2014 à 2017.

## Biographie

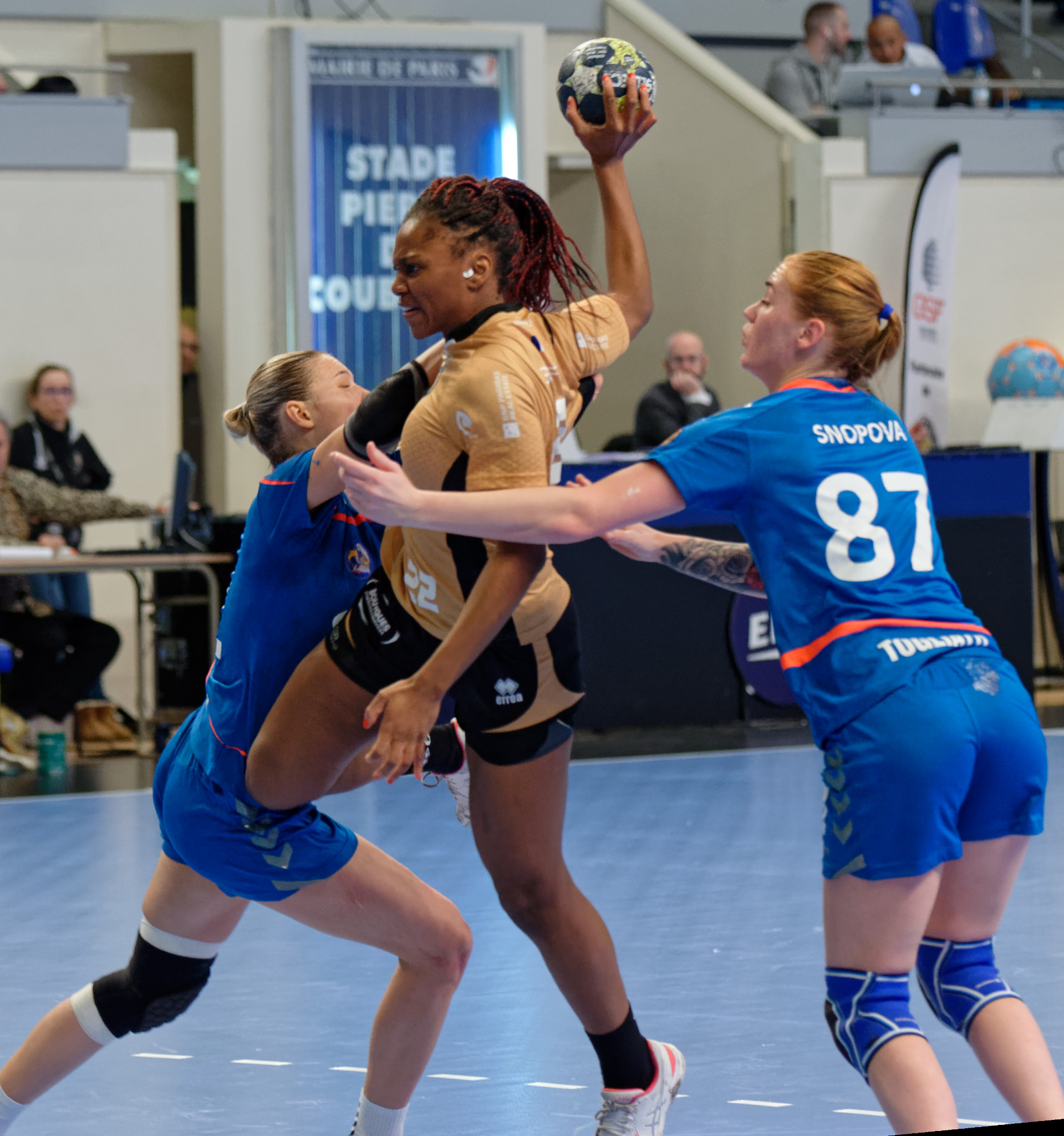
Lassource avec Issy en 2018.

Après avoir rejoint l'équipe première lors de la saison 2014-2015 pour des débuts dans l'élite à 15 ans et 1 mois, pour seulement trois apparitions, Déborah Lassource commence à intégrer les rotations lors de la saison suivante, avec 12 buts en quatre matchs de championnat et 3 buts en demi-finale de coupe d'Europe. Pour la saison 2016-2017, elle atteint la finale de la coupe de France avec Issy Paris Hand et termine avec 14 buts inscrits en 23 matchs de championnat.
À l'été 2017, elle est retenue en équipe de France junior pour disputer le championnat d'Europe en Slovénie. L'équipe de France remporte la compétition en dominant la Russie en finale (31-26). Elle est par ailleurs nommée meilleure joueuse de la finale.
À l'été 2019, en l'absence de nombreuses titulaires laissées au repos et à l'occasion d'une large revue d'effectif, elle est retenue pour un stage de préparation avec l'équipe de France.
En novembre 2022, elle participe à sa première compétition en équipe de France sénior, le Championnat d'Europe 2022, et y marque 10 buts sur 10 tirs (100% d'efficacité au tir). Un an plus tard, elle remporte avec sa sœur la médaille d’or au championnat du monde 2023

## Palmarès

### En club
compétitions nationales
- Championnat de France
  - 3e : 2016, 2017, 2022 (avec Paris 92)
- Coupe de France
  - Finaliste en 2017 (avec Issy Paris Hand)

### En sélection
Compétitions senior
- 4e place au Championnat d'Europe 2022
- médaille d’or au championnat du monde 2023

Compétitions junior et jeunes
- médaille d’or au championne d'Europe junior 2017